# Melanie Balzer
Melanie Balzer (* 1982 in Lutherstadt Wittenberg, Bezirk Halle, DDR) ist eine deutsche Politikerin (SPD).

## Leben
Balzer wuchs in Dietersdorf bei Treuenbrietzen und im Ortsteil Kirchmöser Dorf von Brandenburg an der Havel auf. Nach dem Abitur an der von Saldern-Gymnasium Europaschule in Brandenburg an der Havel studierte Melanie Balzer an der Universität Potsdam Anglistik/Amerikanistik, Politikwissenschaft und Philosophie. Seit 2010 arbeitet sie in der Landesverwaltung Brandenburg, zuletzt als Leiterin des Referats für Hilfen zur Erziehung, Kinderschutz, Frühe Hilfen, Jugendschutz und unbegleitete minderjährige Ausländer im Ministerium für Bildung, Jugend und Sport. In ihrer Zeit in der Landesverwaltung arbeitete sie auch im Ministerium für Wissenschaft, Forschung und Kultur und in der Staatskanzlei.
Balzer ist Mutter von vier Kindern und wohnt in Linthe.

## Politik
Balzer trat 2007 in die SPD ein und war von 2008 bis 2020 Mitglied der Gemeindevertretung Linthe. Seit 2014 ist Balzer Mitglied des Kreistags Potsdam-Mittelmark, wo sie die SPD-Fraktion anführt. In der Landtagswahl 2024 erreichte sie das Direktmandat für den Landtagswahlkreis Potsdam-Mittelmark II.